# Drum and bass
El drum and bass (sovint citat de forma abreujada amb diverses contraccions en anglès drum'n'bass, drum & bass, D & B, d'n'b, DnB), és un gènere musical de música electrònica de formes rítmiques ràpides i sincopades, basades fonamentalment en el jungle i altres gèneres com el dancehall, funky, Dubstep, Dub, Jazz, Reggae, el raggamuffin, el breakbeat i el rap.
Originalment fruit de la unió del hardcore breakbeat del Regne Unit i de l'escena rave, aparegué quan alguns djs i productors començaren a mesclar línies de reggae amb breakbeats (ritmes trencats en anglès) accelerats, predominantment samplejats des de discs de funk i hip-hop dels 1970. Tot i que en els seus orígens (1992-93) el temps rondava els 140 beats per minute, aquest va ser accelerant i actualment ronda els 170-190 bpm.
Pioners com Fabio, Grooverider, Andy C, Roni Size, DJ SS, Brockie, Mickey Finn Kenny Ken, Goldie, i altres DJs ràpidament esdevingueren estrelles del drum and bass, aleshores encara anomenat "jungle".
No hi ha cap distinció semàntica universalment acceptada entre els termes "jungle" i drum and bass. Alguns associen "jungle" amb material més vell de la primera part dels anys 1990 (de vegades referit com "techno jungle"), i veuen el drum and bass com el "jungle" més nou. Altres utilitzen "jungle" com a abreviatura per a "ragga jungle", un subgènere específic dins del regne més ample del drum and bass. Als EUA, el terme combinat "jungle drum and bass" (JDB) té certa popularitat, però no està estès en qualsevol altre lloc. Probablement el punt de vista més estès és que els termes són simplement sinònims i intercanviables: drum and bass és "jungle", i el "jungle" és drum and bass - encara que no deixa d'existir controvèrsia sobre la definició d'ambdós termes.
El drum and bass pot ser ballat de formes molt diverses, ja sigui al ritme de la línia de baixos, al ritme de la percussió, al tempo o al ritme dels stabs.
La seva primitiva descripció indica un loop de bateria tocat sobre una línia de baixos. És un producte genuïnament anglès (principalment Londres i Bristol), i és considerat per la crítica musical com la més tècnica i tecnològica forma de música dels nostres dies i es pot considerar com l'evolució de la mateixa (amb els loops i patrons / seqüències / algoritmes més complicats de bateria mai escoltats). Va emergir com una gran corrent en els 90 a través de la cultura rave.
Té diferents subgèneres, els que prenen formes més lentes i ambientals són comunament utilitzats en anuncis, publicitat comercial i caretes de televisió, i sovint són escoltats de forma subliminal a cortinetes musicals de fons.